# آرنشت گلدفلام
آرنُشت گُلدفلام (چکی: Arnošt Goldflam؛ زادهٔ ۲۲ سپتامبر ۱۹۴۶) بازیگر، نویسنده، کارگردان، نمایشنامه‌نویس، بازیگر تلویزیون و فیلم‌نامه‌نویس اهل جمهوری چک است.
از فیلم‌ها یا برنامه‌های تلویزیونی که وی در آن نقش داشته‌است می‌توان به کسالت در برنو، اوتسانک، زنبور هزار ساله، و همسر نگهبان باغ وحش اشاره کرد.